# Paktia
Paktia ou Paktya (em pachto: پکتيا, transl. Paktīyā) é uma província do Afeganistão, situada no leste do país. Sua capital é Gardez, e sua população é majoritariamente formada por pachtuns.

## História
Najibullah Ahmadzai, ex-presidente do país, era originário de Paktia, mais especificamente da região do vale do Melan. A Paktia costumava fazer parte de uma única província com as províncias vizinhas de Khost e Paktika; as três ainda são chamadas de Loya Paktia ("Grande Paktia"). A região se destacou durante a década de 1980, quando uma parte significativa dos líderes afegães passaram a vir da província; entre eles estão, além de Ahmadzai, Mohammad Aslam Watanjar e Shahnawaz Tanai. Najibullah é conhecido como um dos líderes afegães mais amados até hoje, e suas fotos podem ser vistas espalhadas pelo país.
Recentemente, a Paktia tem sido palco de combates intensos entre o Talibã e as forças da OTAN, no país desde a invasão de 2001. A região foi um dos últimos bastiões de resistência organizada do Talibã, e a maior parte da Operation Anaconda ("Operação Anaconda"), realizada pelas tropas americanas e afegãs, realizou-se em Zormat, um dos maiores distritos da província.

## Distritos
| Distrito      | Capital | População | Área | Notas |
| ------------- | ------- | --------- | ---- | --- |
| Ahmadabad     |         |           |      | Criado em 2005, dentro do distrito de Sayed Karam; inclui o distrito não-oficial de Mirzaka.                                                               |
| Chamkani      |         |           |      | Inclui a cidade de Chamkani, a maior da metade oriental da Paktya e principal porta de entrada para o Paquistão                                            |
| Dand Wa Patan |         |           |      | |
| Gardez        |         |           |      | Inclui a capital, Gardez, situada no encontro entre as principais estradas norte-sul e leste-oeste da província.                                           |
| Jaji          |         |           |      | Fugitivos das disputas sectárias entre xiitas e sunitas ocorridas no Paquistão ocasionalmente se refugiam em Jaji                                          |
| Jani Khel     |         |           |      | |
| Lazha         |         |           |      | Lija Mangal |
| Sayed Karam   |         |           |      | Subdividido em 2005 |
| Shwak         |         |           |      | |
| Wuza Zadran   |         |           |      | Subdividido em 2005, para a criação de Gerda Serai |
| Zurmat        |         |           |      | Distrito agricultural populoso, relativamente próspero. Ao contrário da maioria dos outros, inclui mais de um grupo tribal, o que o torna mais fragmentado |